# Grammy Award al miglior album R&B
Il Grammy Award per il Miglior Album R&B (Grammy Awad for Best R&B Album) è stato istituito nel 1995 e viene conferito all'album di genere R&B considerato migliore nella produzione discografica dell'anno che precede la premiazione. Il premio si differenzia dal più recente "Best Contemporary R&B Album" che premia gli album in cui compaiono elementi di R&B contemporaneo come l'hip-hop o la musica elettronica.

## Vincitori e candidati

### Anni 1990
- 1995
  - II - Boyz II Men
  - Rhythm of Love - Anita Baker
  - I'm Ready - Tevin Campbell
  - Just for You - Gladys Knight
  - Plantation Lullabies - Meshell Ndegeocello
  - Songs - Luther Vandross
- 1996
  - CrazySexyCool - TLC
  - My Life - Mary J. Blige
  - Brown Sugar - D'Angelo
  - The Gold Experience - Prince
  - The Icon Is Love - Barry White
- 1997
  - Words - Tony Rich
  - Moving On - Oleta Adams
  - Maxwell's Urban Hang Suite - Maxwell
  - New World Order - Curtis Mayfield
  - Peace Beyond Passion - Meshell Ndegeocello
- 1998
  - Baduizm - Erykah Badu
  - The Day - Babyface
  - Share My World - Mary J. Blige
  - Evolution - Boyz II Men
  - Flame - Patti LaBelle
  - The Preacher's Wife: Original Soundtrack Album - Whitney Houston
- 1999
  - The Miseducation of Lauryn Hill - Lauryn Hill
  - Live - Erykah Badu
  - Never Say Never - Brandy
  - A Rose Is Still a Rose - Aretha Franklin
  - Embrya - Maxwell

### Anni 2000
- 2000
  - FanMail - TLC
  - Mary - Mary J. Blige

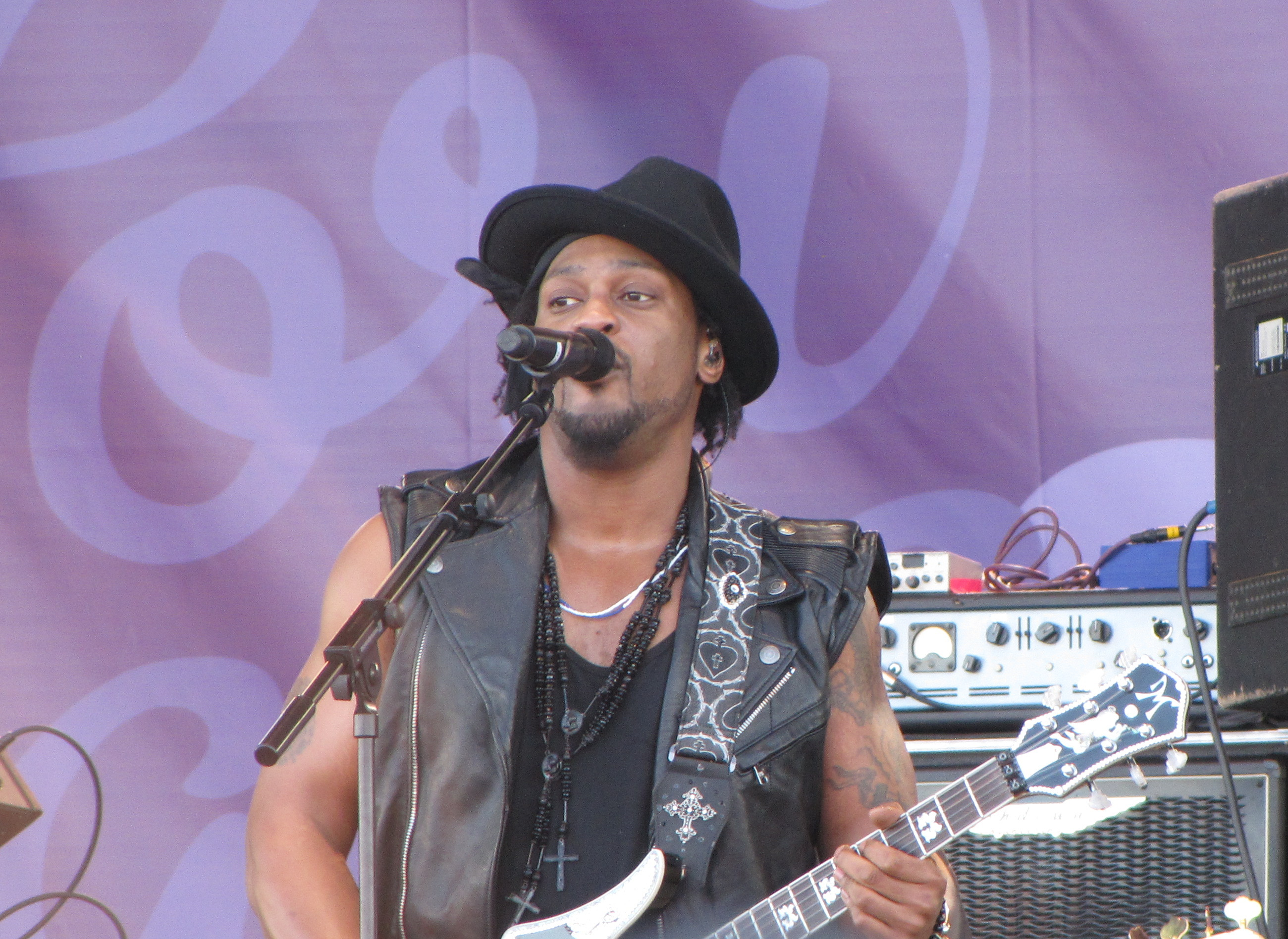
D'Angelo ha vinto il premio 2 volte.

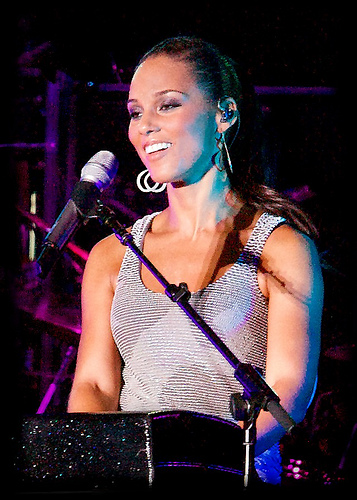
Alicia Keys ha vinto nel 2002, 2005 e 2014.

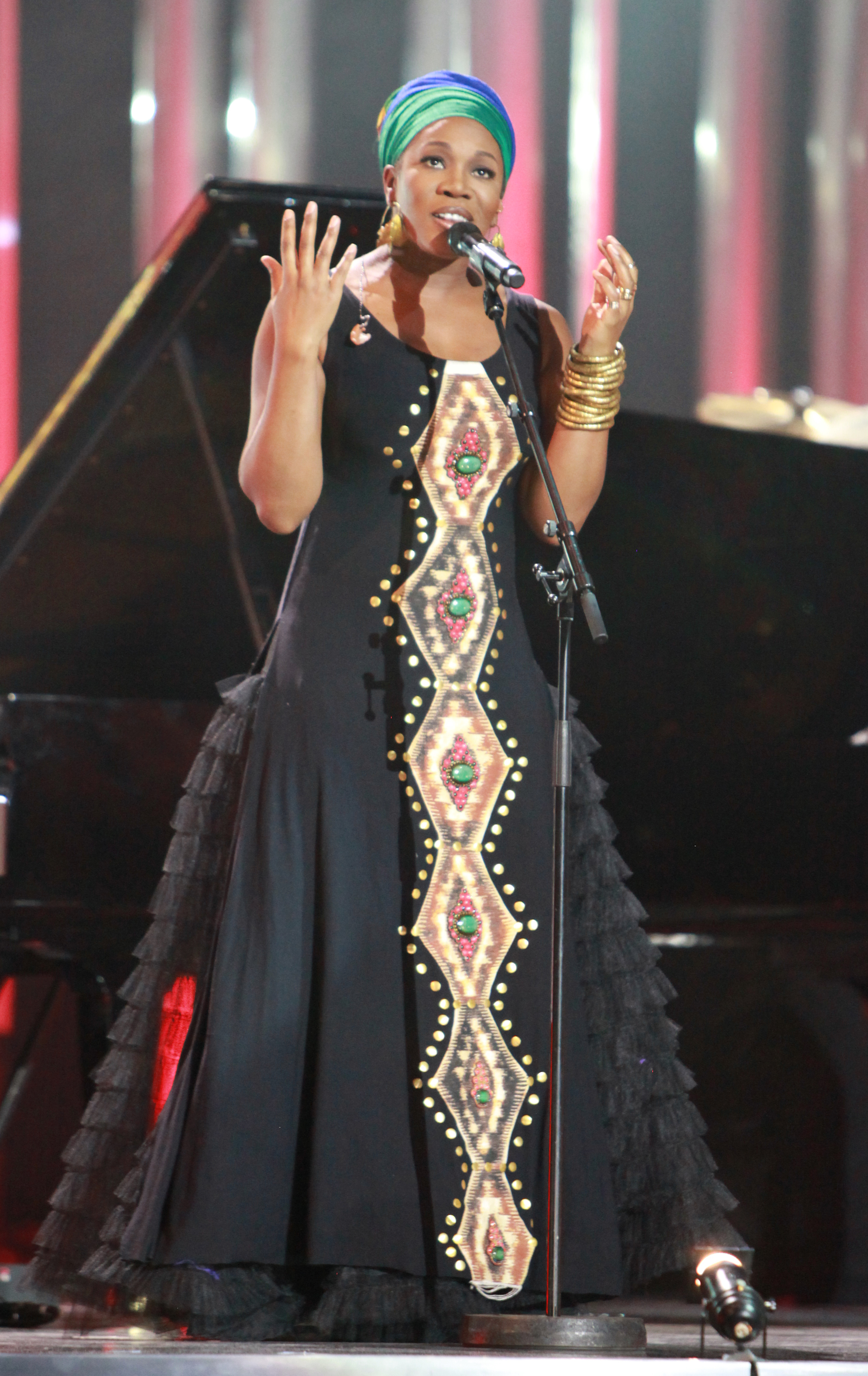
India.Arie, vincitrice nel 2003, ha ricevuto un totale di 3 candidature.

  - My Love Is Your Love - Whitney Houston
  - R. - R. Kelly
  - Back at One - Brian McKnight
- 2001
  - Voodoo - D'Angelo
  - Nathan Michael Shawn Wanya - Boyz II Men
  - The Heat - Toni Braxton
  - My Name Is Joe - Joe
  - Who Is Jill Scott? Words and Sounds Vol. 1 - Jill Scott
  - Unleash the Dragon - Sisqó
- 2002
  - Songs in A Minor - Alicia Keys
  - Aaliyah - Aaliyah
  - Acoustic Soul - India.Arie
  - No More Drama - Mary J. Blige
  - Survivor - Destiny's Child
- 2003
  - Voyage to India - India.Arie
  - Better Days - Joe
  - Juslisen - Musiq
  - Instant Vintage - Raphael Saadiq
  - The Way I Feel - Remy Shand
- 2004
  - Dance with My Father - Luther Vandross
  - Worldwide Underground - Erykah Badu
  - Bittersweet - Blu Cantrell
  - So Damn Happy - Aretha Franklin
  - Body Kiss - The Isley Brothers
- 2005
  - The Diary of Alicia Keys - Alicia Keys
  - My Everything - Anita Baker
  - I Can't Stop - Al Green
  - Musicology - Prince
  - Beautifully Human: Words and Sounds Vol. 2 - Jill Scott
- 2006
  - Get Lifted - John Legend
  - Free Yourself - Fantasia
  - Illumination - Earth, Wind & Fire
  - Unplugged - Alicia Keys
  - A Time to Love - Stevie Wonder
- 2007
  - The Breakthrough - Mary J. Blige
  - Unpredictable - Jamie Foxx
  - Testimony: Vol. 1, Life & Relationship - India.Arie
  - 3121 - Prince
  - Coming Home - Lionel Richie
- 2008
  - Funk This - Chaka Khan
  - Lost & Found - Ledisi
  - Luvanmusiq - Musiq Soulchild
  - The Real Thing: Words and Sounds Vol. 3 - Jill Scott
  - Sex, Love & Pain - Tank
- 2009
  - Jennifer Hudson - Jennifer Hudson
  - Love & Life - Eric Benét
  - Motown: A Journey Through Hitsville USA - Boyz II Men
  - Lay It Down - Al Green
  - The Way I See It - Raphael Saadiq

### Anni 2010
- 2010[1]
  - BLACKsummers'night - Maxwell

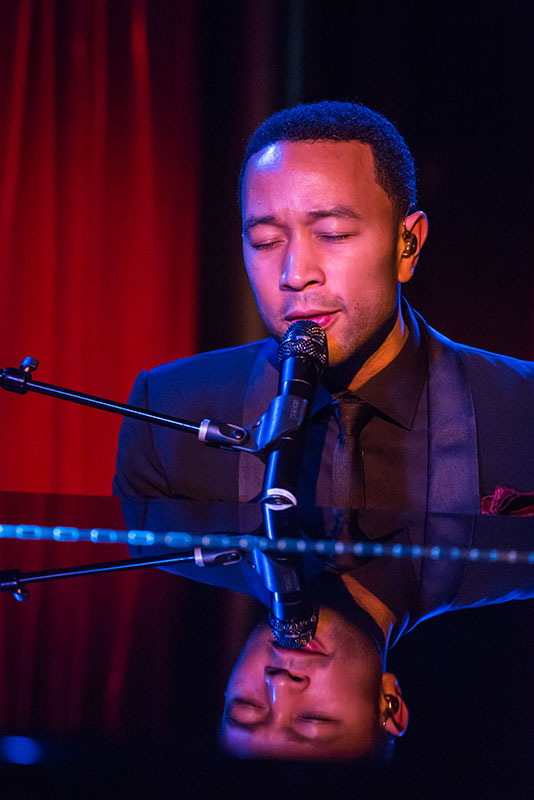
John Legend ha vinto 3 volte in questa categoria.

  - The Point of It All - Anthony Hamilton
  - Testimony: Vol. 2, Love & Politics - India.Arie
  - Turn Me Loose - Ledisi
  - Uncle Charlie - Charlie Wilson
- 2011[2]
  - Wake Up! - John Legend e The Roots
  - The Love & War MasterPeace - Raheem DeVaughn
  - Back to Me - Fantasia
  - Another Round - Jaheim
  - Still Standing - Monica
- 2012[3][4]
  - F.A.M.E. - Chris Brown
  - Second Chance - El DeBarge
  - Pieces of Me - Ledisi
  - Kelly - Kelly Price
  - Love Letter - R. Kelly
- 2013[5][6]
  - Black Radio - Robert Glasper Experiment
  - Back to Love - Anthony Hamilton
  - Write Me Back - R. Kelly
  - Beautiful Surprise - Tamia
  - Open Invitation - Tyrese
- 2014[7][8]
  - Girl on Fire - Alicia Keys
  - R&B Divas - Faith Evans
  - Love in the Future - John Legend
  - Better - Chrisette Michele
  - Three Kings - TGT
- 2015[9][10]
  - Love, Marriage & Divorce - Toni Braxton e Babyface
  - Islander - Bernhoft
  - Lift Your Spirit - Aloe Blacc
  - Black Radio 2 - Robert Glasper Experiment
  - Give the People What They Want - Sharon Jones e The Dap-Kings
- 2016[11]
  - Black Messiah - D'Angelo & The Vanguard
  - Coming Home - Leon Bridges
  - Cheers to the Fall - Andra Day
  - Reality Show - Jazmine Sullivan
  - Forever Charlie - Charlie Wilson
- 2017[12][13]
  - Lalah Hathaway Live - Lalah Hathaway
  - In My Mind - BJ the Chicago Kid
  - Velvet Portraits - Terrace Martin
  - Healing Season - Mint Condition
  - Smoove Jones - Mýa
- 2018[14][15]
  - 24K Magic - Bruno Mars
  - Freudian - Daniel Caesar
  - Let Love Rule - Ledisi
  - Gumbo - PJ Morton
  - Feel the Real - Musiq Soulchild
- 2019[16][17]
  - H.E.R. - H.E.R.
  - Sex & Cigarettes - Toni Braxton
  - Good Thing - Leon Bridges
  - Honestly - Lalah Hathaway
  - Gumbo Unplugged (Live) - PJ Morton

### Anni 2020
- 2020[18]
  - Ventura - Anderson Paak
  - 1123 - BJ the Chicago Kid
  - Painted - Lucky Daye
  - Ella Mai - Ella Mai
  - Paul - PJ Morton
- 2021[19]
  - Bigger Love - John Legend
  - Happy 2 Be Here - Ant Clemons
  - Take Time - Giveon
  - To Feel Love/d - Luke James
  - All Rise - Gregory Porter
- 2022[20][21]
  - Heaux Tales - Jazmine Sullivan

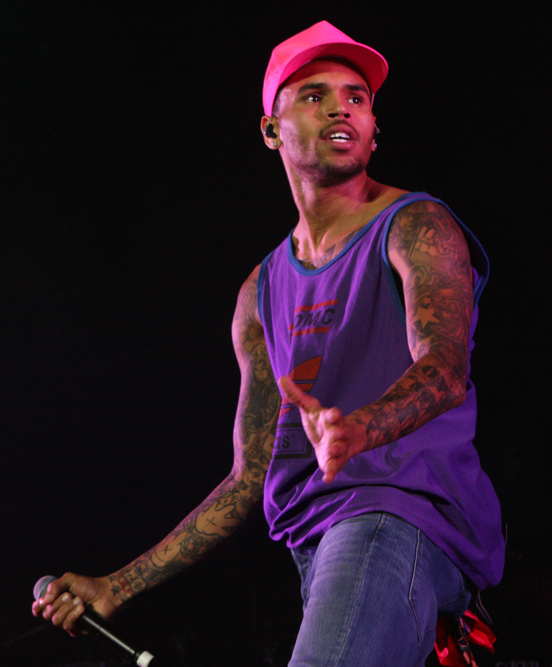
Chris Brown ha vinto 2 volte in questa categoria: nel 2012 e 2025.

  - Temporary Highs in the Violet Skies - Snoh Aalegra
  - We Are - Jon Batiste
  - Gold-Diggers Sound - Leon Bridges
  - Back of My Mind - H.E.R.
- 2023[22]
  - Black Radio III - Robert Glasper
  - Good Morning Gorgeous (Deluxe) - Mary J. Blige
  - Breezy (Deluxe) - Chris Brown
  - Candydrip - Lucky Daye
  - Watch the Sun - PJ Morton
- 2024[23][24]
  - Jaguar II – Victoria Monét
  - Clear 2: Soft Life (EP) – Summer Walker
  - Girls Night Out – Babyface
  - Special Occasion – Emily King
  - What I Didn't Tell You (Deluxe) – Coco Jones

- 2025[25]
  - 11:11 (Deluxe) – Chris Brown
  - Vantablack – Lalah Hathaway
  - Revenge – Muni Long
  - Algorithm – Lucky Daye
  - Coming Home – Usher